# Home Nations Championship 1904
L'Home Nations Championship 1904 (in gallese Pencampwriaeth Rygbi'r Pedair Gwlad 1904) fu la 22ª edizione del torneo annuale di rugby a 15 tra le squadre nazionali di Galles, Inghilterra, Irlanda e Scozia.
Il torneo fu vinto per l'ottava volta dalla Scozia che conquistò la vittoria finale all'ultima partita, una sorta di spareggio contro l'Inghilterra valevole anche per la Calcutta Cup: a Inverleith gli scozzesi superarono gli avversari per 6-3 scavalcandoli in classifica e portandosi al primo posto in solitaria.
Il valore delle marcature, come stabilito dall’IRFB nel 1893, era: 3 punti per ciascuna meta (5 se trasformata), 3 punti per la realizzazione di ciascun calcio piazzato, 4 punti per la realizzazione di ciascun drop o mark.

## Nazionali partecipanti e sedi
| Squadra     | Città            | Impianto interno                    |
| ----------- | ---------------- | ----------------------------------- |
| Galles      | Swansea          | St. Helen's                         |
| Inghilterra | Leicester Londra | Welford Road Athletic Ground        |
| Irlanda     | Belfast Dublino  | Balmoral Showgrounds Lansdowne Road |
| Scozia      | Edimburgo        | Inverleith Sports Ground            |

## Risultati
| Arbitro: | Crawford Findlay |

|                      |      |                     |
| Elliot (2) Brettargh | mt   | W. Llewellyn Morgan |
| Stout                | tr   | Winfield (2)        |
| Gamlin               | c.p. |                     |
|                      | mark | Winfield            |

| Arbitro: | F. Nicholls |

|                            |      |     |
| Gabe Morgan Brice D. Jones | mt   | Orr |
| Winfield (3)               | tr   |     |
| Winfield                   | c.p. |     |

| Arbitro: | Tom Williams |

|                              |    |  |
| Moore (2) Vivyan (2) Simpson | mt |  |
| Vivyan (2)                   | tr |  |

| Arbitro: | Billy Williams |

|         |    |                                            |
| Moffatt | mt | Bedell-Sivright (2) Timms Macdonald Simson |
|         | tr | Macdonald (2)                              |

| Arbitro: | Crawford Findlay |

|                               |    |                                |
| Tedford (2) J. Wallace Thrift | mt | Gabe Morgan (2) C.C. Pritchard |
| Parke                         | tr |                                |

| Arbitro: | Sam Lee |

|                   |    |        |
| Crabbie Macdonald | mt | Vivyan |

## Classifica
| Pos | Squadra     | G | V | N | P | PF | PS | DP  | Pt |
| --- | ----------- | - | - | - | - | -- | -- | --- | -- |
| 1   | Scozia      | 3 | 2 | 0 | 1 | 28 | 27 | +1  | 4  |
| 2   | Galles      | 3 | 1 | 1 | 1 | 47 | 31 | +16 | 3  |
| 3   | Inghilterra | 3 | 1 | 1 | 1 | 36 | 20 | +16 | 3  |
| 4   | Irlanda     | 3 | 1 | 0 | 2 | 17 | 50 | −33 | 2  |